# All Saints Church (Honiara)

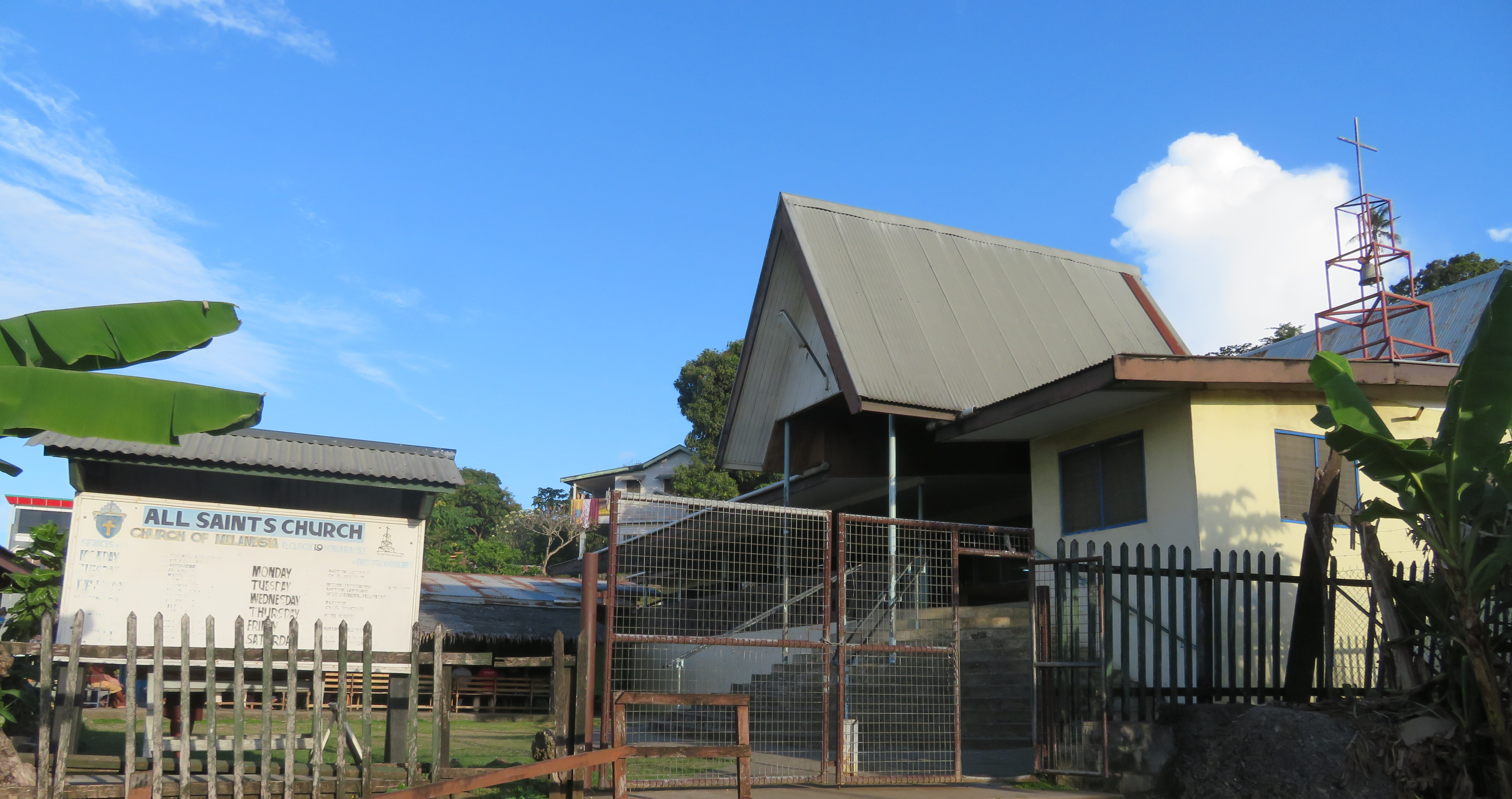
All Saints Church

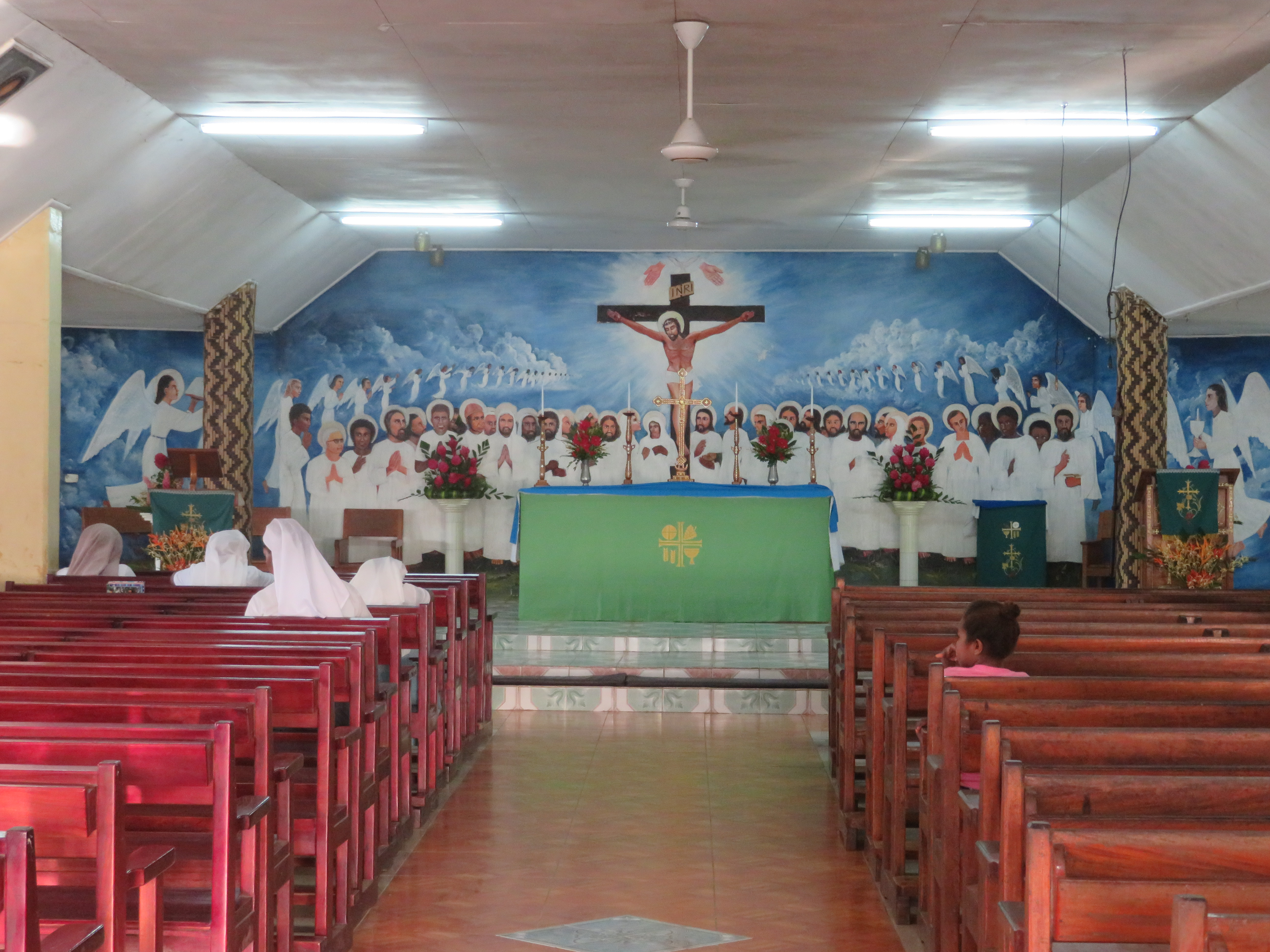
All Saints Church

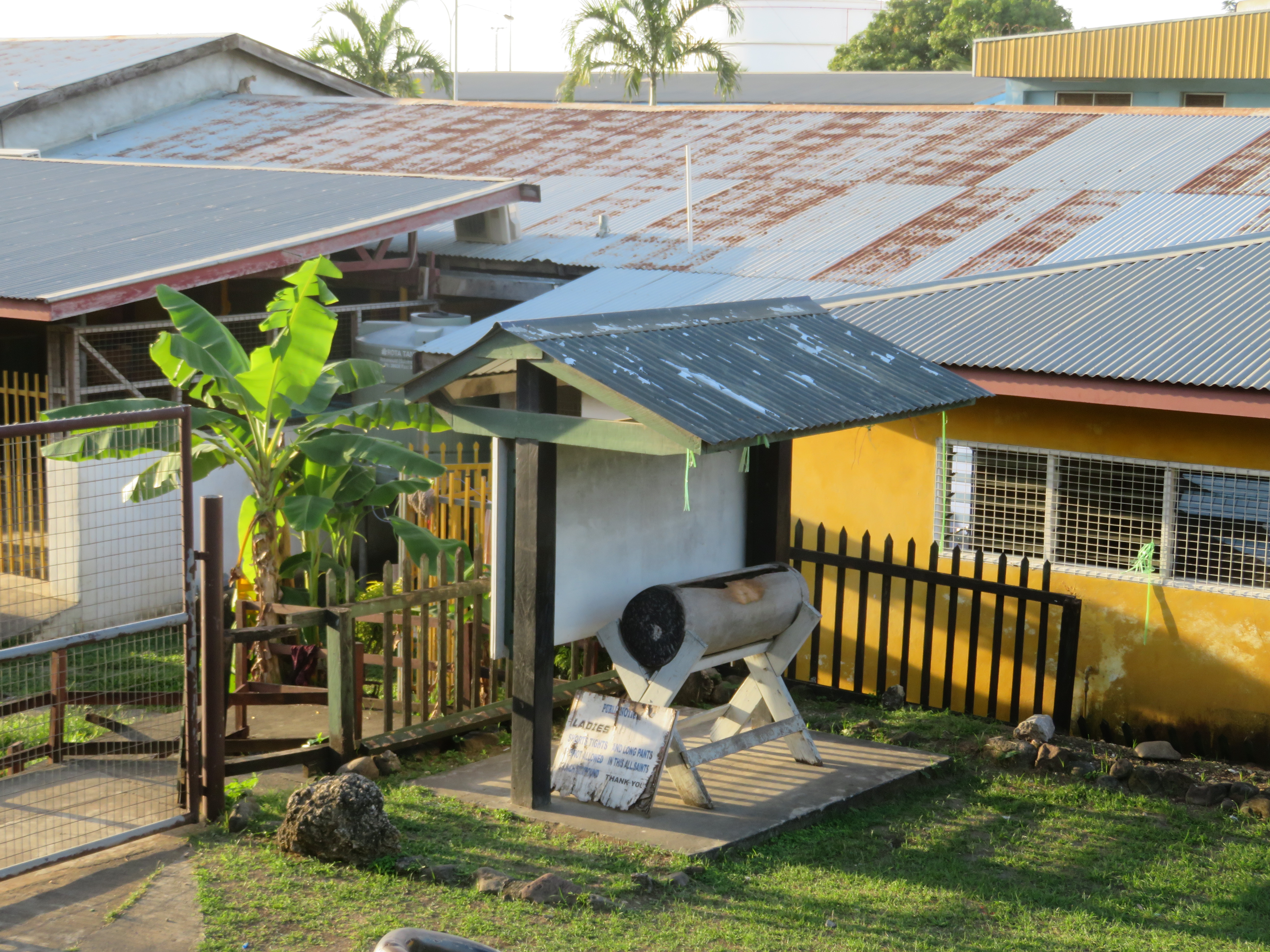
Trommel der All Saints Church

Die All Saints Church ist eine anglikanische Kirche der Church of the Province of Melanesia in Honiara, der Hauptstadt der Salomonen.
Sie befindet sich im Zentrum von Honiara am Ende einer Stichstraße, die von der Hibiscus Avenue abzweigt. Ursprünglich diente sie als Kathedrale der Church of the Province of Melanesia, bis in Honiara die St.-Barnabas-Kathedrale fertiggestellt und eingeweiht war. Danach wurde die All Saints Church umgebaut und 1971 neu eingeweiht. Im Innern ist im Altarbereich ein großes Wandgemälde beachtenswert. Außen wurde am Eingang zur Kirche unter einem Schutzdach die Statue eines Bischofs aufgestellt. Dort ist vor einer Plakette, die das Jahr der Einweihung und den Namen des Bischofs angibt, auch ein hölzernes Weihwasserbecken mit einer holzgeschnitzten Taube, dem Symbol des Heiligen Geistes zu sehen. Neben der Kirche befinden sich mehrere Mehrzweck- und Unterrichtsräume.
Vor der Kirche steht unter einem weiteren Schutzdach eine große Trommel, mit der bei bestimmten Anlässen die Gläubigen zum Gebet gerufen werden, außerdem befindet sich eine Glocke im Dachreiter.
Die All Saints Church ist in Honiara auch wegen ihres Chores bekannt.
Am Beginn der Stichstraße, die zur Kirche führt, wurde ein steinernes, weißes Kreuz errichtet, das – wie auf einer Plakette am Sockel des Kreuzes erläutert wird – an die Gründung der Bruderschaft Melanesian Brotherhood im Jahre 1925 auf der Insel Guadalcanal erinnert. Die Gründung erfolgte anlässlich des 50. Jahrestages des Beginns der Missionierung der Salomonen.